# 格利博克 (巴赫馬奇區)
51°11′1″N 32°56′34″E / 51.18361°N 32.94278°E
格利博克（烏克蘭語：Глибоке），是烏克蘭北部的村莊，隸屬切爾尼希夫州的尼任區。該村始建於1695年，面積0.05平方公里，海拔高度146米，2006年人口175，人口密度每平方公里3,500人。